# Streblosa
Streblosa  es un género con 39 especies de plantas con flores perteneciente a la familia de las rubiáceas.
Es nativo de Malasia.

## Especies seleccionadas
- Streblosa anambasica Bremek. (1947).
- Streblosa assimilis Bremek. (1947).
- Streblosa axilliflora Merr. (1915).